# 1980年代臺灣
| 世紀： | 19世紀臺灣 \| 20世紀臺灣 \| 21世紀臺灣                                                                                                   |
| 年代： | 1950年代臺灣 \| 1960年代臺灣 \| 1970年代臺灣 \| 1980年代臺灣 \| 1990年代臺灣 \| 2000年代臺灣 \| 2010年代臺灣                             |
| 年份： | 1980年臺灣 \| 1981年臺灣 \| 1982年臺灣 \| 1983年臺灣 \| 1984年臺灣 \| 1985年臺灣 \| 1986年臺灣 \| 1987年臺灣 \| 1988年臺灣 \| 1989年臺灣 |

1980年代臺灣，即是指民國69年至民國78年，這10年間在臺灣歷史上佔有一個重要的地位。臺灣經濟快速起飛，也成為能與南韓、香港及新加坡等地區並稱的地區之一，當時這四個地區一度被稱為亞洲四小龍。因此，在經濟上是「台灣錢淹腳目」「國民所得三級跳」的時代。

## 政治
在政治方面，1980年代的台灣相較於1970年代，更為開放及自由，並且受到全球第三波民主化浪潮的影響，在1980年代晚期開始出現衝撞體制及表達訴求的遊行或抗議活動，在解嚴前夕的1986年，黨外人士宣布成立民主進步黨，隨後於1987年，蔣經國政府解除戒嚴令，開放黨禁、報禁。台灣自此展開了新一波民主化和本土化的浪潮。

## 財經
在財政方面，1982年開始發行第四套橫式新台幣，以取代用了近三十年的第三套橫式新台幣。

## 娛樂
在娛樂方面，由於電視機逐漸普及，三家無線電視台將節目推陳出新，許多節目順時勢而生，特別是八點檔時段（該時段又被稱為黃金八點檔）。1986年前後開始，由於工業技術的進步、寬大平整的柏油路增加以及接近解嚴的社會氛圍，許多地方開始興起瘋狂的改裝及飆車文化，且蔓延全台。1986年起，由於全台第一家合法舞廳「Kiss disco」的開業，使夜生活變得更加發達，1980年代後期接近1990年代時，舞廳(DISCO)、PUB、MTV都成為年輕人的好去處。

## 大事記

### 1980年：
- 2月1日：北迴鐵路全線通車。

### 1981年：
- 3月23日：中華奧會主席沈家銘與國際奧運主席薩瑪蘭奇在洛桑國際奧會總部簽訂了《國際奧會與中華臺北奧會協議書》，即《洛桑協議》。

### 1982年：
- 4月14日：李師科搶劫台灣土地銀行古亭分行，是台灣史上首件銀行搶案。
- 7月14日：在《八一七公報》簽署前夕，雷根派遣當時擔任美國在台協會台北辦事處長的李潔明以口頭宣讀方式，向台灣提出「沒有終止對台軍售的時間表、不會修改《台灣關係法》、美國不與北京事先諮商對台軍售、美國不擔任兩岸談判的調解人、不會改變對台灣主權的一貫立場，兩岸應和平解決此問題，美國也不會強迫台灣與中國對談、美國不會承認中國對台灣主權的主張」的六項保證。
- 9月1日：台灣首座國家公園──墾丁國家公園正式成立。
- 10月15日：流亡在海外立場反共的蘇聯籍諾貝爾文學獎得主索忍尼辛應吳三連基金會之邀來台訪問，在台北中山堂發表題目為《給自由中國》的演說。

### 1983年：
- 8月24日：台中縣豐原市豐原高中發生禮堂倒塌的意外，27名學生罹難。時任省政府教育廳廳長的黃昆輝翌日請辭。

### 1984年：
- 2月8日：中華民國以「中華台北」名稱重返奧運；參加1984年冬季奧運。
- 2月15日：蔣經國總統提名李登輝為副總統候選人。
- 2月24日：行政院長孫運璿因腦溢血被送醫急救。
- 3月30日：台北市螢橋國小發生學童遭潑灑硫酸事件，造成43名學童輕重傷。
- 6月20日：臺北縣土城鄉海山煤礦發生爆炸，74名礦工罹難。
- 7月10日：臺北縣瑞芳鎮煤山煤礦發生火警，101名礦工罹難。
- 7月30日：政府頒布《勞動基準法》，正式以法律保障勞工的基本工作權。
- 10月15日：作家劉宜良（筆名江南）在美國舊金山自宅遭槍擊身亡。
- 12月5日：臺北縣三峽鎮海山煤礦一坑發生爆炸，93名礦工罹難。

### 1986年：
- 1月1日：國立自然科學博物館正式設立於臺中。
- 5月19日：鄭南榕等黨外運動人士於臺北龍山寺發起519綠色行動，要求當局解嚴。
- 8月22日：怪颱韋恩三度侵襲台灣，造成52人死亡，是台灣氣象史上首個自中部地區登陸的颱風。
- 9月28日：民主進步黨成立。(現在執政黨)
- 11月28日：太魯閣國家公園管理處正式成立。

### 1987年：
- 7月15日：蔣經國宣布台灣解嚴。
- 11月2日：開放台灣人民前往中國大陸探親。
- 12月21日：新竹市國小學生陸正遭綁架失蹤。

### 1988年：
- 1月13日：蔣經國逝世，李登輝繼任總統。
- 5月20日：4000餘名農民聚集在立法院前，要求停止美國水果、火雞進口，先後在立法院、城中分局等地，與軍警爆發流血衝突，是為520事件。

### 1989年：
- 4月7日：《自由時代》雜誌負責人鄭南榕自焚身亡。
- 6月22日：《國泰人壽》的股價創公開上市以來的歷史天價，一股1975元。（今為國泰金控，股票代號不變，仍為2882.tw）。
- 7月13日：地下投資公司龍頭鴻源集團，因大量投資人擠兌，宣布暫時停止出金，當日股市重挫320點。

## 外部連結
1. ↑  .   [2022-10-11]. （原始内容存档于2022-10-13）.